# 王登朝
王登朝（1974年—），陕西咸阳人，原是深圳羅湖公安分局三級警督，兼任負責2011年世界大學生運動會安保任務的深圳保安公司第七公司經理。早年畢業於西北政法大學。2012年3月12日，孫中山逝世87年紀念日前夕，他和朋友準備在蓮花山舉辦一個紀念活動，宣傳民主思想，但警方早在3月8日將王登朝逮捕，送入羅湖區看守所。案件二審2013年2月7日在深圳中院開庭。11月13日，深圳市中级人民法院对王登朝犯贪污罪一案作出终审判决，被告人王登朝以贪污罪被判处有期徒刑11年，并处没收个人财产人民币2万元，继续追缴王登朝贪污赃款，返还被害单位深圳市保安服务公司。